# Hemsbach (Mömbris)
Die Gemarkung Hemsbach besteht aus dem Kirchdorf Großhemsbach und dem Dorf Kleinhemsbach, beides Gemeindeteile des Marktes Mömbris im unterfränkischen Landkreis Aschaffenburg in Bayern.

## Geographie

Gemarkung Hemsbach

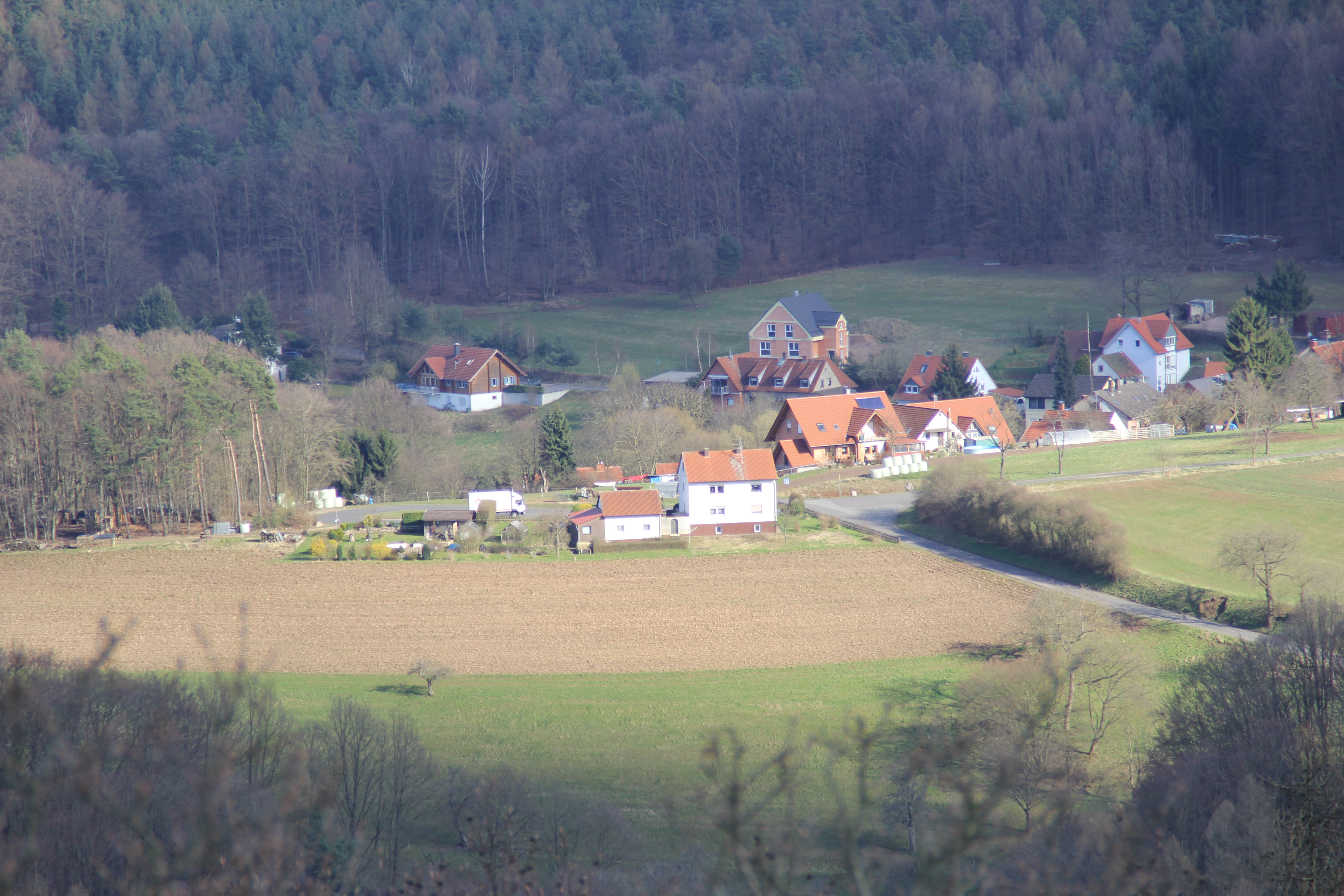
Kleinhemsbach vom Hahnenkamm gesehen

Hemsbach liegt im Kahlgrund am Rand des Spessarts, am Hahnenkamm auf einer Höhe von 295,68 m ü. NHN. Der Ort befindet sich zwischen Molkenberg und Brücken und teilt sich in Groß- und Kleinhemsbach (⊙) auf. Großhemsbach liegt im Tal des gleichnamigen Hemsbachs, Kleinhemsbach befindet sich am südwestlichen Bergrücken der Daunert.
Der topographisch höchste Punkt der Dorfgemarkung, die zugleich etwa dem Gebiet der Altgemeinde Hemsbach entspricht, befindet sich südlich des Ortes mit 381 m ü. NHN (Lage), der niedrigste liegt am Hemsbach auf 188 m ü. NHN (Lage). Der nördlichste Punkt der Dorfgemarkung befindet sich in der Nähe des ehemaligen Quarzit-Steinbruches, der südlichste liegt zwischen Angelberg und Großhemsbach. Im Osten reicht die Gemarkung bis fast zum Gipfel der Daunert. Der westlichste Punkt befindet sich in der Nähe des Parkplatzes an der Straße zum Hahnenkamm.

### Nachbargemarkungen
Folgende Gemarkungen grenzen an das Ortsgebiet von Hemsbach:
| Kälberau |                                             | Mömbris (mit Brücken) |
| Hörstein | Kompassrose, die auf Nachbargemeinden zeigt |                       |
|          | Mömbris (mit Angelsberg und Molkenberg)     |                       |

## Name
Seinen Namen hat Hemsbach vom gleichnamigen Bach Hemsbach, welcher der Kahl in Brücken zufließt. Im Volksmund wird der Ort „Hemsbich“ oder auch „Hennsbich“ genannt.

## Geschichte

### Mittelalter
Hemsbach gehörte zum Gericht Alzenau, das wiederum Teil des Freigerichts Alzenau war. Dieses war zwar reichsunmittelbar, aber das Reich verpfändete oder vergab das Gebiet immer wieder. So wechselten die Landesherren, zu denen die Herren und späteren Grafen von Hanau, die Herren von Randenburg und die Herren von Eppstein zählten.

### Neuzeit
Im Jahr 1500 belehnte der römisch-deutsche König Maximilian I. den Erzbischof von Mainz und den Grafen von Hanau-Münzenberg gemeinsamen mit dem Freigericht, das sie nun als Kondominat verwalteten. Da im Freigericht auch zur Zeit des Kondominats die kirchliche Jurisdiktion bei den Erzbischöfen von Mainz verblieb, konnte sich die Reformation – im Gegensatz zur Grafschaft Hanau-Münzenberg – hier nicht durchsetzen. Hemsbach blieb römisch-katholisch.
Von 1601 bis 1605 fand im Freigericht Alzenau eine große Hexenverfolgung statt. In deren Folge wurden auch drei Frauen aus Hemsbach auf dem Scheiterhaufen als Hexen lebendig verbrannt.
Mit Graf Johann Reinhard III. starb 1736 der letzte männliche Vertreter des Hauses Hanau. Erbe des Hanau-Münzenberger Landesteils war aufgrund eines Vertrages der Landgrafschaft Hessen-Kassel. Ob sich dieses Erbe auch auf das Kondominat erstreckte, war in den folgenden Jahren zwischen Kurmainz und Hessen-Kassel heftig umstritten. Der Streit endete in einem Kompromiss, dem „Partifikationsrezess“ von 1740, der eine Realteilung des Kondominats vorsah. Es dauerte allerdings bis 1748, bis der Vertrag umgesetzt war. Hemsbach fiel dabei an Kurmainz.
Der Reichsdeputationshauptschluss des Jahres 1803 schlug das Amt Alzenau der Landgrafschaft Hessen-Darmstadt (ab 1806: Großherzogtum Hessen) zu, die es aber nur 13 Jahre behielt. Im Jahr 1816 trat das Großherzogtum das Amt an das Königreich Bayern ab, zu dem es – und damit auch Hemsbach – seither gehört.
Die Gemeinde Hemsbach gehörte zum Bezirksamt Alzenau, das am 1. Juli 1862 gebildet wurde. Dieses wurde am 1. Januar 1939 zum Landkreis Alzenau in Unterfranken.
Am 1. Januar 1972 wurde Hemsbach im Zuge der Gebietsreform in Bayern nach Mömbris eingemeindet.

## Kirche

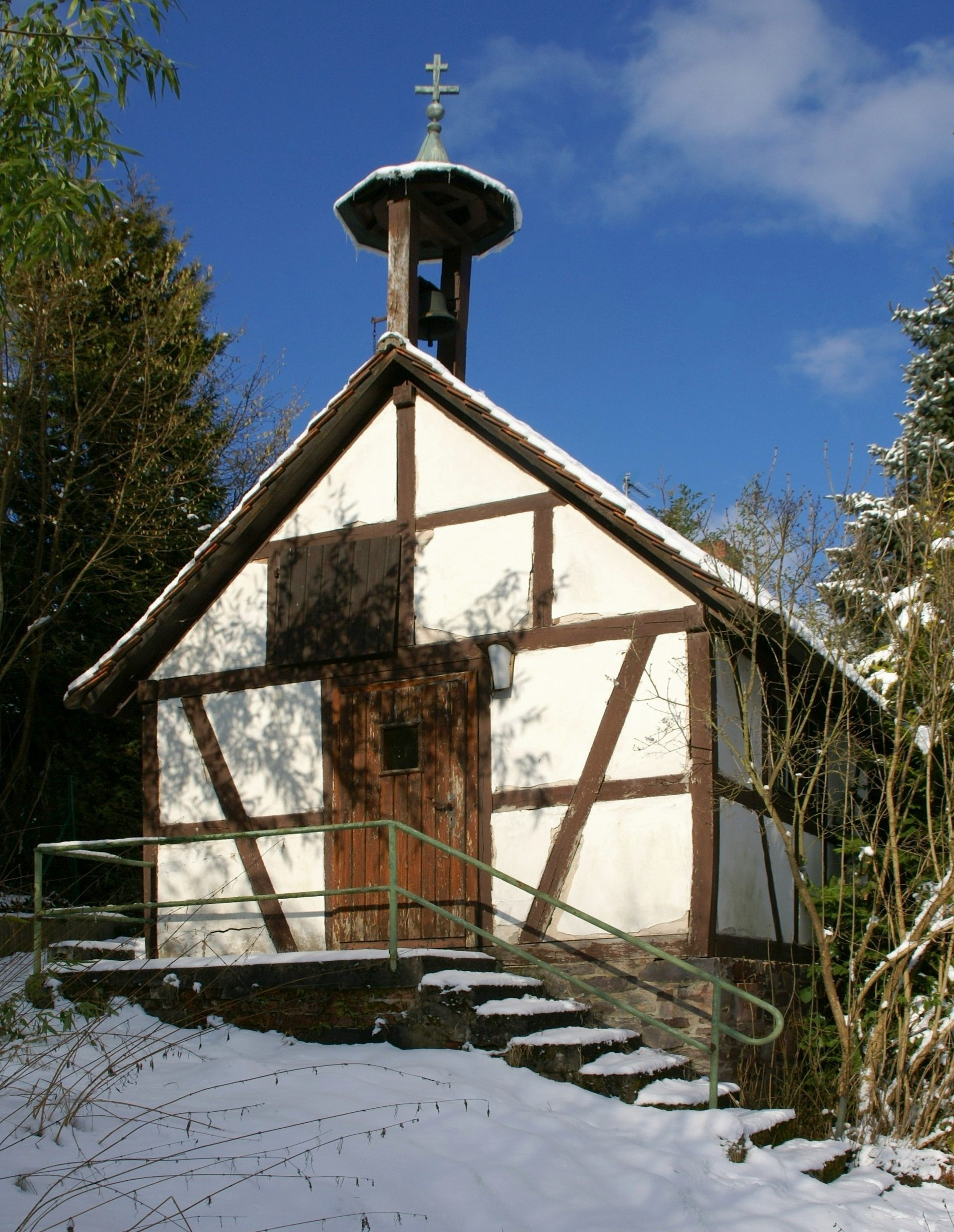
Kapelle in Kleinhemsbach

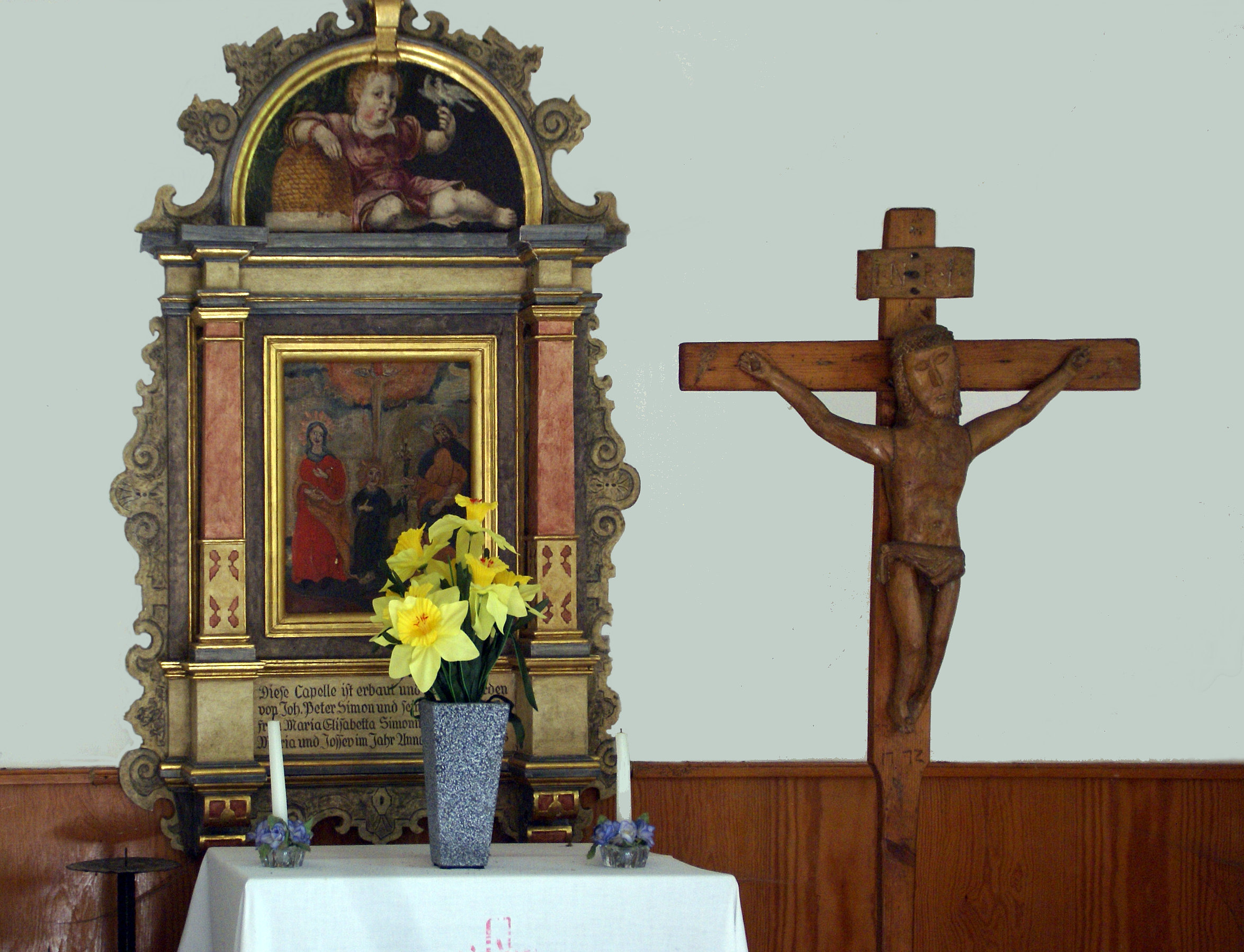
Altar und Kruzifix in der Kapelle in Kleinhemsbach

Die Kapelle in Kleinhemsbach entstand durch eine Stiftung frommer Bürger. Sie wurde am 19. Juni 1756 geweiht, das Glöckchen 1793 der Heiligen Barbara. Im Laufe der Zeit wurde die Kapelle durch mangelnden Bauunterhalt gefährdet. Zahlreiche Spenden und ehrenamtliche Hilfe ermöglichten es 1963, das kleine Gotteshaus 14 m vom alten Standort entfernt neu entstehen zu lassen.
Kurz nach dem Ersten Weltkrieg wurde in Großhemsbach eine kleine Kirche gebaut, die am 20. Oktober 1924 dem Heiligen Wendelin geweiht wurde.